# PLZ-45 자주포
PLZ-45 자주포는 중화인민공화국의 자주포이다.

## 같이 보기
- PzH 2000
- 2S19
- T-155 프르트나